# Friedrich Bassenge
Friedrich Bassenge (* 12. März 1901 in Leipzig; † 17. Februar 1970 in Staaken bei Berlin) war ein deutscher Philosoph, Herausgeber philosophischer Werke und Übersetzungen und Verlagslektor im Aufbau-Verlag.

## Leben
Der Vater Friedrich Bassenges war Direktor der Kammgarnspinnerei in Leipzig. Nach dem Abitur 1920 studierte Bassenge Staats- und Rechtswissenschaften und Philosophie in Leipzig, Freiburg im Breisgau und München. In Freiburg war er in Ethik und Logik Schüler von Edmund Husserl. 1923 legte Bassenge in Leipzig die erste juristische Staatsprüfung ab und wurde 1924 mit seiner Arbeit „Rechtsverhältnis und Staat“ zum Dr. jur. promoviert. 1925 war er Referendar in den Amtsgerichten in Wurzen und Dresden.
Von 1926 bis 1928 setzte er sein Philosophiestudium in Köln und Leipzig fort und wurde 1930 in Leipzig mit seiner Arbeit „Das Versprechen. Ein Beitrag zur Philosophie der Sittlichkeit und des Rechts“ zum Dr. phil. promoviert. 1930 war er Referendar in Bautzen und legte 1931 das zweite juristische Staatsexamen ab. Von 1931 bis 1933 war Bassenge Hilfsrichter am Amtsgericht Klingenthal und am Landgericht Dresden.
Nach der Machtübergabe an die Nationalsozialisten wurde Bassenge wegen antifaschistischer Äußerungen aus dem Staatsdienst entlassen und war bis 1935 arbeitslos. Von 1935 bis 1941 arbeitete Bassenge als selbständiger Rechtsanwalt in Neustadt (Sachsen). Von 1941 bis 1953 war er Justitiar bei Raiffeisen in Erfurt und Berlin. Von 1954 bis 1970 war Bassenge Lektor für Philosophie im Aufbau-Verlag in Ost-Berlin. Bassenge starb 1970 in Staaken bei Berlin.

## Werk
Bassenge war Herausgeber von Georg Wilhelm Friedrich Hegels „Ästhetik“, Denis Diderots „Ästhetischen Schriften“ und Werken anderer bedeutender Philosophen, außerdem übersetzte er die Metaphysik des Aristoteles und publizierte zahlreiche Aufsätze in west- und ostdeutschen Fachzeitschriften. Bassenge hat als nichtmarxistischer Philosoph in und neben seiner Tätigkeit als Verlagslektor tiefgründige Aufsätze zur Logik, Naturphilosophie, Handlungstheorie, Ästhetik und zur Person Aristoteles verfasst, die er in der DDR nicht veröffentlichen konnte. Sein philosophischer Nachlass wird bis heute erschlossen.

## Publikationen
- Über Fragen der Logik. In: Deutsche Zeitschrift für Philosophie. Bd. 3, Nr. 4, 1955, S. 477–496.